# Étienne Chevalier (homme politique)
Pour les articles homonymes, voir Étienne Chevalier (homonymie) et Chevalier.
Étienne Chevalier, né le 23 décembre 1750 à Argenteuil (Val-d'Oise) et mort le 31 juillet 1828 au même lieu, est un homme politique français.

## Biographie
Cultivateur vigneron à Argenteuil, il est député du tiers état aux États généraux de 1789 pour la prévôté et vicomté de Paris. Il est un ardent partisan des réformes. Il est maire d'Argenteuil de 1791 à 1792,.

## Sources
- « Étienne Chevalier (homme politique) », dans Adolphe Robert et Gaston Cougny, Dictionnaire des parlementaires français, Edgar Bourloton, 1889-1891 [détail de l’édition]